# Sphinctocystis phyllodoces
Sphinctocystis phyllodoces is een soort in de taxonomische indeling van de Myzozoa, een stam van microscopische parasitaire dieren. Het organisme komt uit het geslacht Sphinctocystis en behoort tot de familie Lecudinidae. Sphinctocystis phyllodoces werd in 2004 ontdekt door Simdyanov.